# قضب غدي
قضب غدي (الاسم العلمي:Cadaba glandulosa) هو نوع من النباتات يتبع جنس القضب من الفصيلة القبارية.